# Janus van Domburg
Adrianus Johannes Petrus (Janus) van Domburg (Oud Gastel, 9 januari 1895 – Eindhoven, 21 juni 1983) was een filmcriticus en journalist. Hij was ook bekend onder het pseudoniem Close-up.

## Biografie
Van Domburg schreef onder meer voor de Katholieke Illustratie en was betrokken bij de uitgave van het 'Katholiek Filmfront', het officiële orgaan van de Katholieke Film Actie (K.F.A.). Ook was Van Domburg actief in het veld van de Filmeducatie, waarin (voornamelijk) jongeren voorgelicht werden over de katholieke kijk op film. 

## Van Domburg en het 'Katholiek Filmfront'
Begin 1943 moest de uitgaven van het 'Katholiek Filmfront' wegens gebrek aan financiële middelen stopgezet worden. Van Domburg en Gribling stelden voor aan de K.F.A. om te fuseren met het Belgische Filmstudien. 'Filmstudien' wil echter geen officieel orgaan der K.F.A. zijn. Vandaar dat het niet tot een samenwerking kwam. Van Domburg en Gribling wilden echter nog steeds samenwerken met de Belgische Filmstudien. Van Domburg, als hoofdredacteur, en Gribling brachten samen het blad 'Filmfront' uit.